# Веберов број
Веберов број је бездименијска величина која се користи у мехници флуида. Користан је за изучавање струјања, с граничном површином између два различита флуида. Посебно ако је струјање фишефазно са јако закривљеним површинама. Веберов број је у тим случајевима погодан при анализи струјања танких слојева и при формирању капљица и мехурића. Он може представљати меру односа силе инерције у односу на површински напон између честица флуида.
Веберов број је добио назив по Морицу Веберу (енгл. Moritz Weber) (1871—1951), а обележава се с {\displaystyle \,W_{e}}.

## Коришћене физичке величине
- Основне
  - {\displaystyle \ l} је дужина 
  - {\displaystyle \ m} је маса 
  - {\displaystyle \ t} је време
- Изведене
  - {\displaystyle {\mathbf {\mathrm {v} } }} је брзина 
  - {\displaystyle {\ \rho }} је густина 
  - {\displaystyle {\ \sigma }} је површински напон

## Дефиниција
Веберов број даје релативни однос инерцијалних сила и сила површинског напона у течности.
{\displaystyle \,W_{e}={\frac {\rho \,\mathbf {v^{2}} \,l}{\sigma }}={\frac {\text{A}}{\text{B}}}}
Где су:
{\displaystyle \,{\text{A}}} је сила инерције
{\displaystyle \,{\text{B}}} је површински напон
Модификовани Веберов број је:
{\displaystyle \ {W_{e}}^{*}={\frac {W_{e}}{48}}}
Физикално представља однос двеју енергија. Кинетичке при удару и површинске (напонске) енергије.
{\displaystyle \ {W_{e}}^{*}={\frac {E_{kin}}{E_{nap}}}}
Ове две енергије се изражавају у облику:
{\displaystyle \ E_{kin}={\frac {\pi \,\rho \,\ l^{3}\,\mathbf {v^{2}} }{24}}\qquad \,\ E_{nap}={\frac {2\,\pi \,\ l^{2}}{\sigma }}}